# Perquín
Perquín è un comune del dipartimento di Morazán, in El Salvador.
La città è sede del  Museo della Rivoluzione che mostra artefatti ed esposizioni legate alla guerra civile salvadoregna (1979-1992). Tra l'altro, espone una ricostruzione di  Radio Venceremos, una stazione radio dell'opposizione durante la guerra civile che trasmetteva in tutto il paese, e via onde corte anche nel resto del mondo, durante gli anni 80. Attualmente è una radio commerciale chiamata la RV.

## Festività
In città si svolge un famoso festival la prima settimana di agosto.